# Bernd Schnieder (Soziologe)
Bernd Schnieder (* 4. November 1946; † 22. Januar 2011) war ein deutscher Architekt und Wohnökologe.

## Leben
Nach dem Studium der Architektur, der Sinologie und Sozialwissenschaften in Karlsruhe und Berlin promovierte Bernd Schnieder an der Technischen Universität Berlin 1976 im Schwerpunkt Architektur und Städtebau und habilitierte sich im Fachgebiet Wohnökologie.
Schnieder arbeitete im Kuratorium Deutsche Altershilfe (KDA) in Köln mit und beriet Kommunen, Wohlfahrtsverbände und Planungsbüros bei Programm- und Bauplanungen sowie Bedarfsanalysen für Projekte der Altershilfe.
Im Jahr 1980 erhielt er den Ruf als Professor für Wohnungsbau und Wohnungswesen (später umbenannt in Wohnökologie) an der Justus-Liebig-Universität Gießen. Er schuf damit ein bundesweit einmaliges Lehr- und Forschungsgebiet, das er am Institut für Wirtschaftslehre des Haushalts und Verbrauchsforschung aufbaute und etablierte.

## Forschung
Bernd Schnieder forschte zu den Themen Wohntheorien, Mensch-Umwelt-Beziehungen, Sozialökologische Fragestellungen, Alltagsgeografie, Gemeinschafts- und Gruppenwohnformen, Geschichte des Wohnens, Wohnen für besondere Bedarfsgruppen, Wohnethnologie. Er war Mitglied in zahlreichen internationalen und nationalen Fachgesellschaften wie der International Association for the study of People and their physical surrounding (IAPS) und der Deutschen Gesellschaft für Hauswirtschaft (DGH).

## Schriften
- Betreutes Wohnen. Situation, Genese und Entwicklungstendenzen der Alterswohnversorgung. Lang, Frankfurt am Main 1991.
- (zusammen mit Barbara Freytag-Leyer): Wohnformen. Beiträge zu einer zukunftsorientierten Wohnversorgung. Deutsche Gesellschaft für Hauswirtschaft / Fachausschuß Haushalt und Wohnen, Aachen 2004.
- Fachausschuss Haushalt und Wohnen der Deutschen Gesellschaft für Hauswirtschaft e.V. (Hrsg.): Wohnen. Facetten des Alltags. Schneider-Verlag Hohengehren, Baltmannsweiler 2010, ISBN 3-631-43457-X.